# Leyenda del Cacique Pismanta
De acuerdo con la leyenda popular en Provincia de San Juan, Pismanta fue un cacique huarpe que habitó la región del Departamento Iglesia en los tiempos de la conquistadores españoles.
Gobernaba los pueblos al norte de la provincia y fue contemporáneo del Cacique Angaco quien gobernaba pueblos al sur.
Pismanta enfrentó a los conquistadores con las armas y fue derrotado en distintas batallas hasta que con su ejército diezmado tomo conocimiento de que el Cacique Angaco se había aliado con los españoles y había entregado a su hija en matrimonio a uno de ellos. 
Cuenta la leyenda que Pismanta entristeció ante la noticia y que sus dioses le anunciaron el destino de su pueblo, que sería subyugado por los españoles. Ante esto, se encerró junto con su familia en una cueva de Angualasto a esperar la muerte.
A los días se sintió un fuerte temblor de tierra acompañado por un estruendo. Los huarpes fueron a la cueva a ver que había sucedido con Pismanta, pero solo encontraron las piedras y un hilo de agua caliente que brotaba de ellas.
Entendieron que este hilo de agua caliente eran las lágrimas del Cacique Pismanta quien lloraba su destino desde el corazón mismo de la Pachamama que lo recibió en su seno por su valiente defensa ante los españoles.

## Termas de Pismanta
En la localidad de Pismanta se encuentran las termas de la leyenda, siendo estas muy concurridas por sus facultades curativas y por la buena infraestructura turística de la zona.

## Homenajes
- Existe un monumento al Cacique Pismanta en la localidad de Angualasto.
- En la localidad de Las Flores, Municipio de Iglesia existe una escuela llamada Cacique Pismanta
- En el mismo municipio existe una cooperativa llamada Cacique Pismanta que brinda servicios turísticos.